# 筑前山手駅
筑前山手駅（ちくぜんやまてえき）は、福岡県糟屋郡篠栗町大字篠栗にある、九州旅客鉄道（JR九州）篠栗線（福北ゆたか線）の駅である。駅番号はJC07。

## 歴史
- 1968年（昭和43年）5月25日：国鉄篠栗線桂川 - 篠栗間開通時に開設[2]。
- 1987年（昭和62年）4月1日：国鉄分割民営化によりJR九州が継承[2]。
- 2009年（平成21年）3月1日：ICカードSUGOCAの利用開始[3]。

## 駅構造
単式ホーム1面1線を有する高架駅。篠栗線電化後は、同線で列車交換設備が無い唯一の駅となっている。山間部の高架線の途中に位置するため、線路が地上よりかなり高い位置にあり、地上からは塔のような階段設備80段を上り下りする必要がある。エレベーター、エスカレーターの設置は無い。
無人駅。SUGOCAは利用可能であるが、カード販売とチャージ取扱は行わない。階段の下に、扉付自動券売機が設置されている。かつてはホーム脇の待合室部分に設置されていたが、券売機荒らしによって破壊されたため、現在の場所に移された。無人駅であるが、2 - 4両編成ワンマン列車は全ドアが開く。
快速・特急列車は前後の緩和曲線の関係でやや高速で通過する。

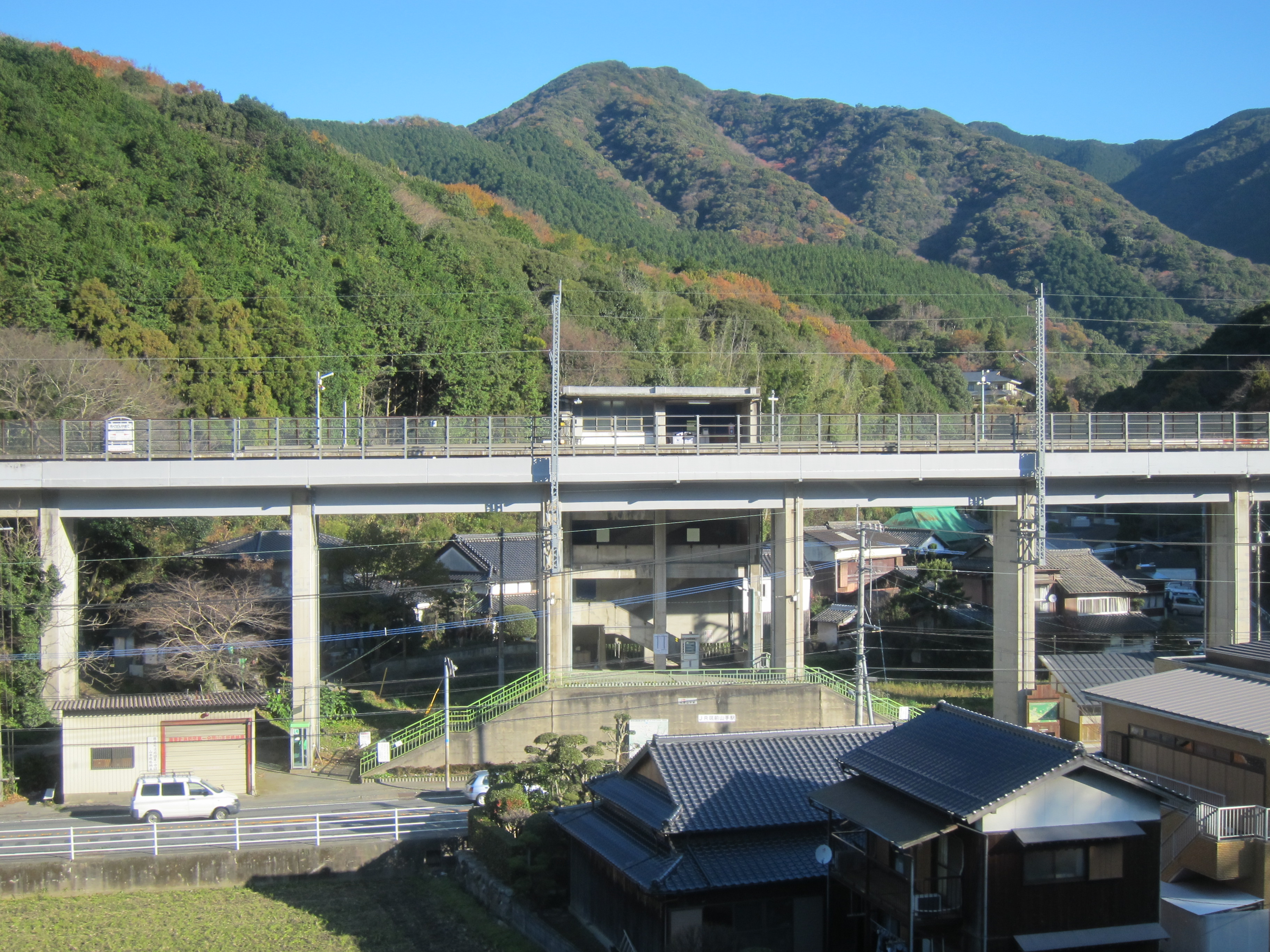
八木山バイパスから見た駅の全景（2011年）
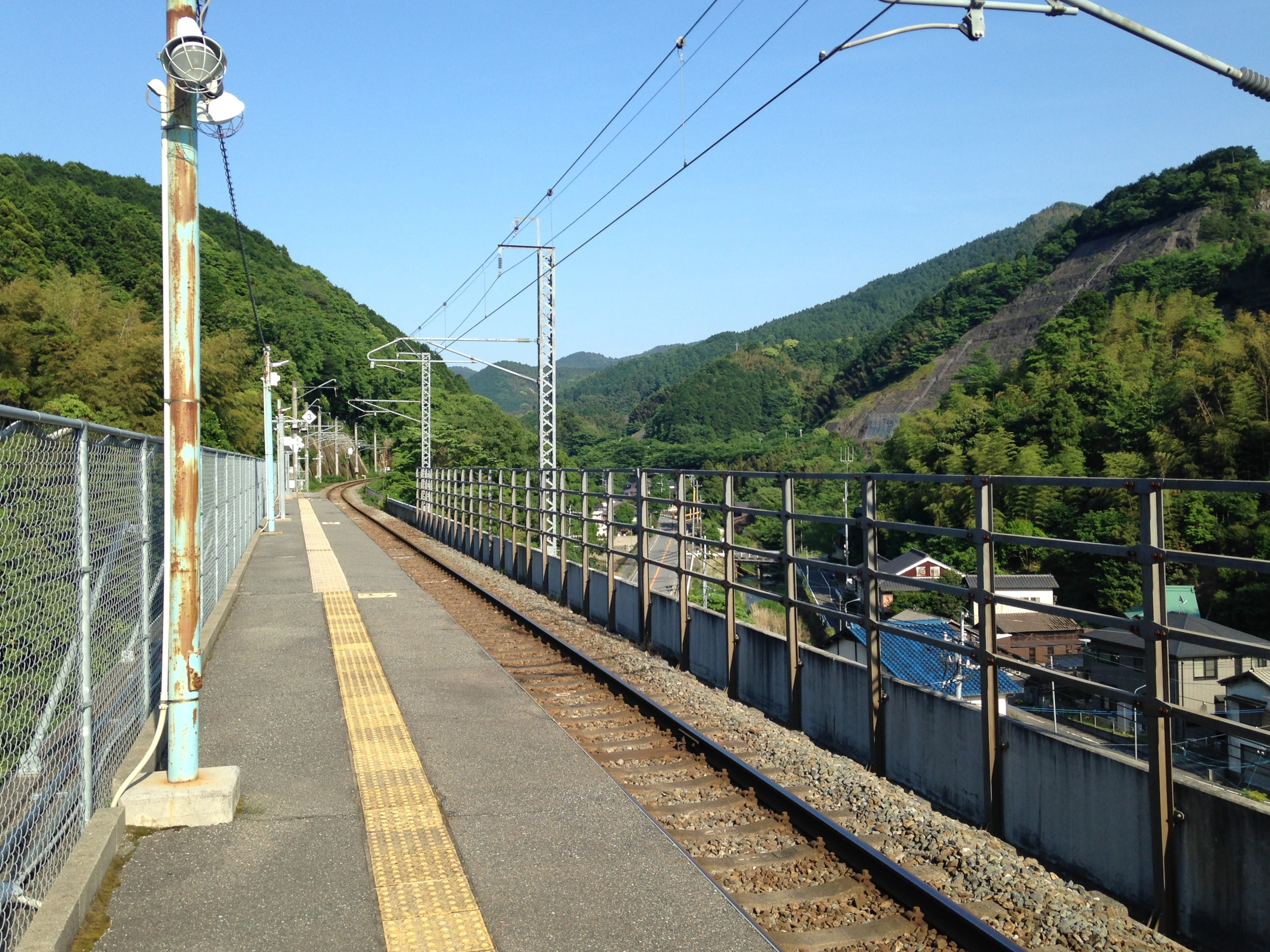
ホーム。奥が桂川方向（2016年）
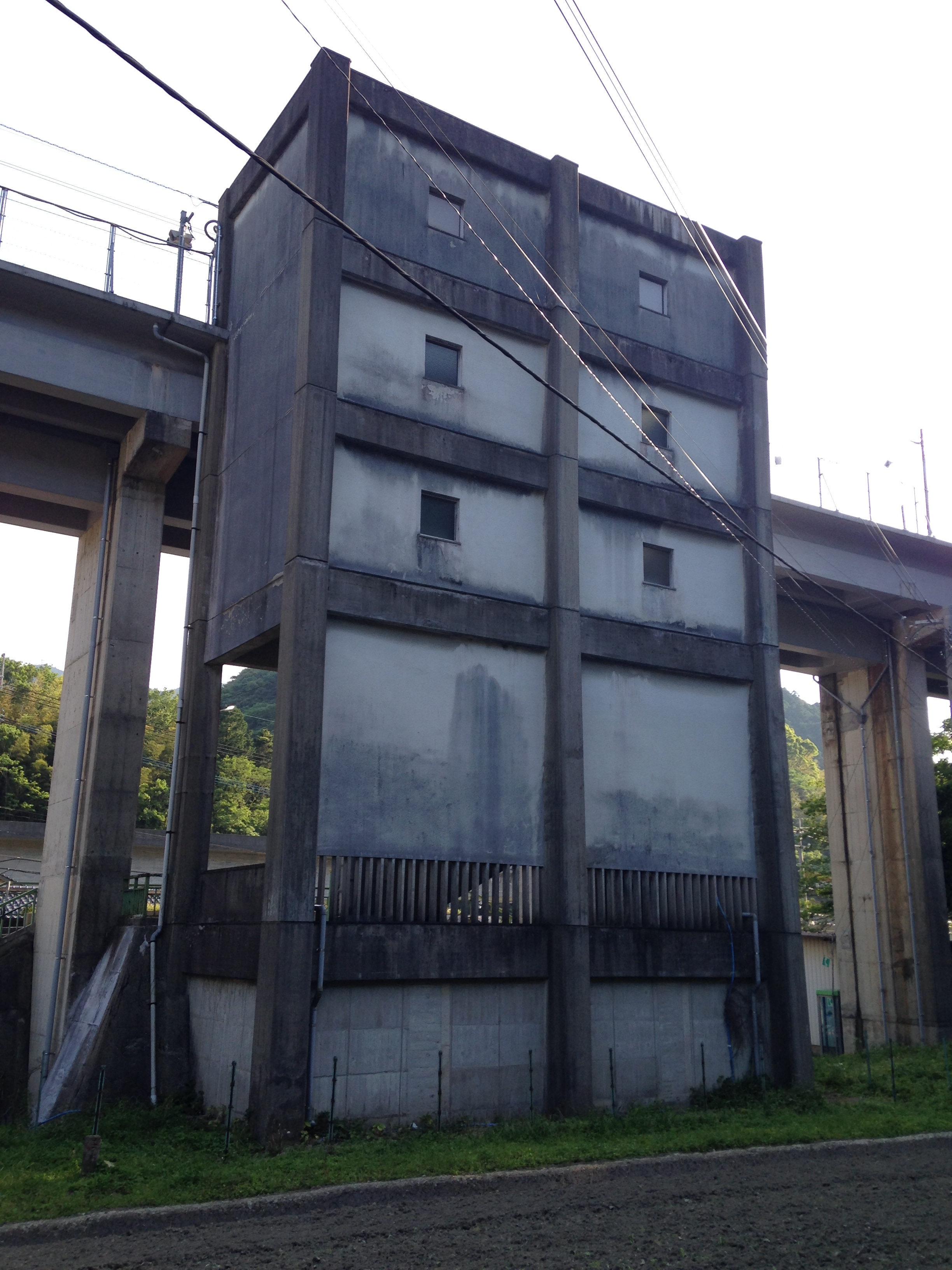
階段（2016年）
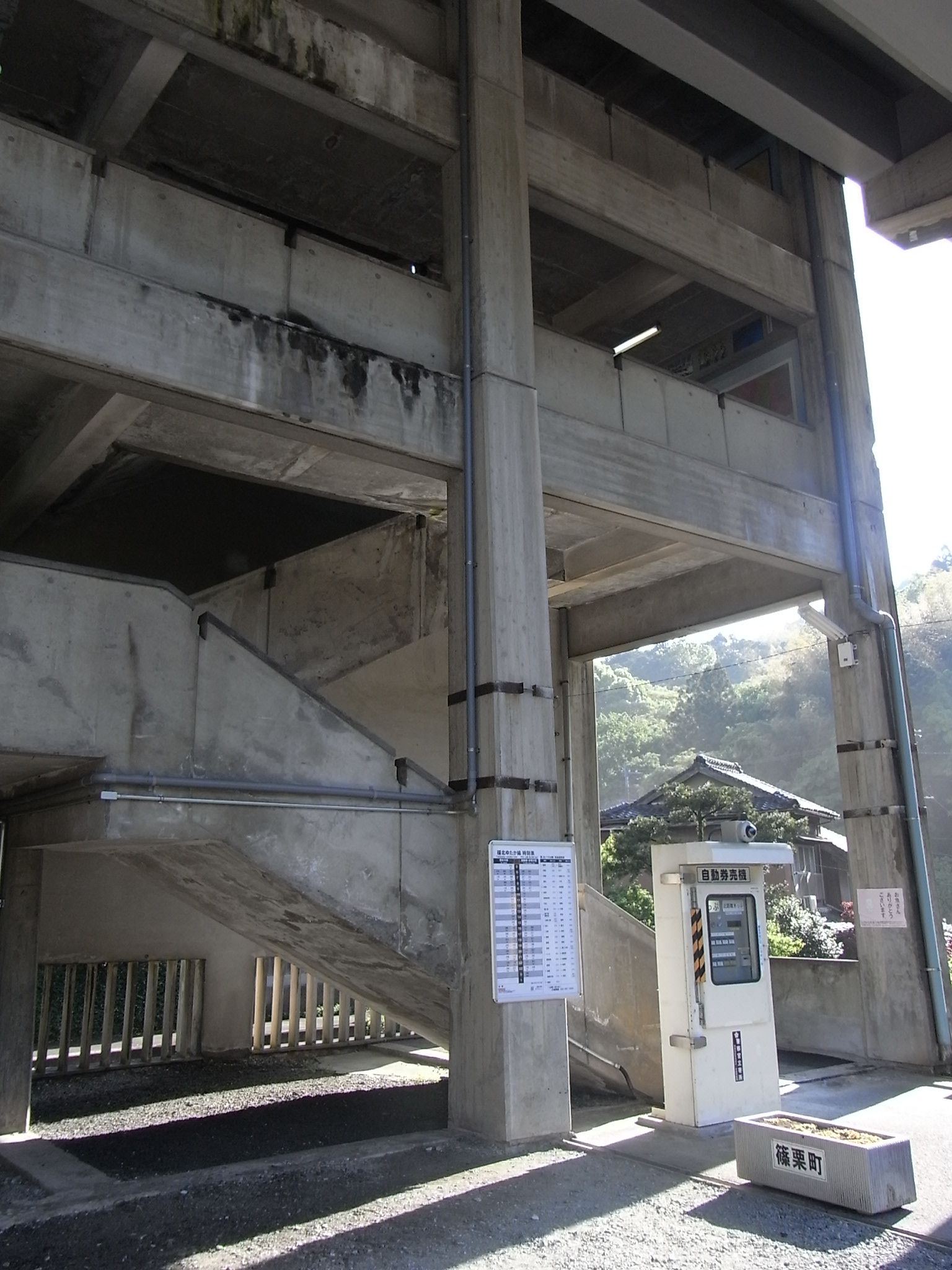
階段下。国道201号へはさらに階段を下りる（2009年）

## 利用状況
1日の平均乗降人員は以下の通りである。
| 乗降人員推移 | 乗降人員推移 |
| 年度         | 1日平均人数  |
| ------------ | ------------ |
| 2018年       | 57           |

## 駅周辺
ホームから八木山バイパスが見える。駅の下には線路に並行して国道201号が通っている。山間部に立地しており、駅周辺には大規模な施設はなく、篠栗新四国八十八箇所霊場の巡礼者を対象とした土産品店や旅館が点在する程度で閑散としている。
- 鳴淵ダム[1]
- 山手公民館
- 港屋（土産物屋）
- 篠栗四国第十一番札所
- 篠栗四国第五十二番札所

### バス路線
- 西鉄バス - 「山手」停留所
  - 31 : 天神三丁目
- オアシス篠栗巡回バス - 「山手バス停」停留所[6]
  - 城戸コース：オアシス篠栗 / 郷ノ原

## 隣の駅
九州旅客鉄道（JR九州）
 福北ゆたか線（篠栗線）
■快速
通過
■普通
城戸南蔵院前駅 (JC08) - 筑前山手駅 (JC07) - 篠栗駅 (JC06)